# Polycentropus pirisinui
Polycentropus pirisinui är en nattsländeart som beskrevs av Malicky 1981. Polycentropus pirisinui ingår i släktet Polycentropus och familjen fångstnätnattsländor. Inga underarter finns listade i Catalogue of Life.